# Höhn (Familienname)
Höhn bzw. Hoehn ist ein deutscher Familienname.

## Namensträger
- Andreas Höhn (* 1965), deutscher Punkrock-Labelinhaber und Punk-Musiker
- Alfred Hoehn (1887–1945), deutscher Pianist
- Annemarie Höhn (1914–2001), deutsche Bildhauerin
- Annick Höhn (* 1979), deutsche Autorin und Ärztin
- August Höhn (1904–1982), deutscher SS-Untersturmführer und Schutzhaftlagerführer im KZ Sachsenhausen
- Bärbel Höhn (* 1952), deutsche Politikerin (B’90/Grüne)
- Bernadette Höhn (* 1986), Schweizer Sängerin, bekannt unter dem Namen Börni
- Carola Höhn (Schauspielerin) (1910–2005), deutsche Schauspielerin
- Carola Höhn (Sängerin) (* 1961), deutsche Sängerin
- Charlotte Höhn (* 1945), deutsche Sozialwissenschaftlerin
- Christiane Höhn (* 1984), deutsche Musical-Darstellerin
- Edmund Höhn (1838–1899), Schweizer Oberpostdirektor und Direktor des internationalen Büros des Weltpostvereins
- Elfriede Höhn (1915–2003), deutsche Erziehungswissenschaftlerin
- Emil Otto Höhn (1919–1997), Mediziner und Ornithologe
- Ernst Höhn (Ingenieur) (1871–1950), Schweizer Maschinenbauingenieur und Fachautor
- Ernst Höhn (Jurist) (1930–2010), Schweizer Jurist
- Friedrich Wilhelm Höhn (1839–1892), deutscher Polizeioffizier
- Fritz Höhn (1896–1918), deutscher Jagdpilot
- Georg Höhn (1812–1879), deutscher Landschaftsmaler
- Gerhard Höhn (* 1939), deutscher Literaturwissenschaftler
- Hans-Joachim Höhn (* 1957), deutscher römisch-katholischer Theologe
- Hermann Höhn (1912–1997), deutscher evangelischer Pfarrer
- Hilmar Höhn (* 1968), deutscher Journalist und Pressesprecher
- Holger Höhn (* 1942), deutscher Humangenetiker und Hochschullehrer
- Immanuel Höhn (* 1991), deutscher Fußballspieler
- Johann Höhn der Ältere (1607–um 1664), Medailleur in Danzig
- Johann Höhn der Jüngere (um 1640–1693), Medailleur in Danzig
- Johann Jakob Höhn (1802–1858), Schweizer Unternehmer
- Johanna Catharina Höhn (1759–1783), Magd und Kindsmörderin
- Johannes Höhn (* 1889), deutscher Politiker (Zentrum) in Danzig
- Josef Höhn (Politiker) (1881–1961), deutscher Richter und Politiker  (CDU)
- Josef Höhn (Widerstandskämpfer) (1902–1945), deutscher Widerstandskämpfer
- Karl Höhn (Unternehmer, 1880) (1880–1942), deutscher Geschäftsmann und Druckereiunternehmer
- Karl Höhn (Botaniker) (1910–2004), deutscher Botaniker und Hochschullehrer
- Karl Höhn (Unternehmer, 1911) (1911–nach 1971), deutscher Brotfabrikant
- Karl-Heinz Höhn (1920–2004), deutscher Kommunalpolitiker
- Marcel Hoehn (* 1947), Schweizer Filmproduzent
- Margaret M. Hoehn (1930–2005), kanadische Neurologin
- Maria Höhn (* 1955), deutsche Historikerin
- Matthias Höhn (* 1975), deutscher Landespolitiker (Sachsen-Anhalt) (Die Linke)
- Maximilian von Höhn (1859–1936), bayerischer General der Artillerie im Ersten Weltkrieg
- Reinhard Höhn (1904–2000), deutscher Staats- und Verwaltungsrechtler
- Rudolph Höhn (1834–1906), Bürgermeister und Abgeordneter
- Theodor Höhn (1882–1949), deutscher Maler und Grafiker
- Tilmann Höhn (* 1964), deutscher Gitarrist und Komponist
- Uta Reimann-Höhn (* 1962), deutsche Autorin pädagogischer Sachbücher und Lernmaterialien
- Uwe Höhn (* 1958), deutscher Politiker (SPD)
- Walter Höhn (Komponist) (1880–1953), deutscher Komponist und Musikpädagoge
- Walter Höhn (Grafiker) (1908–1963), Schweizer Grafiker
- Walter Höhn (Heimatforscher) (* 1937), deutscher Heimatforscher und Fotograf
- Walter Höhn-Ochsner (1885–1981), Schweizer Lehrer, Biologe und Sammler